# Sinfonía n.º 5 (Schubert)

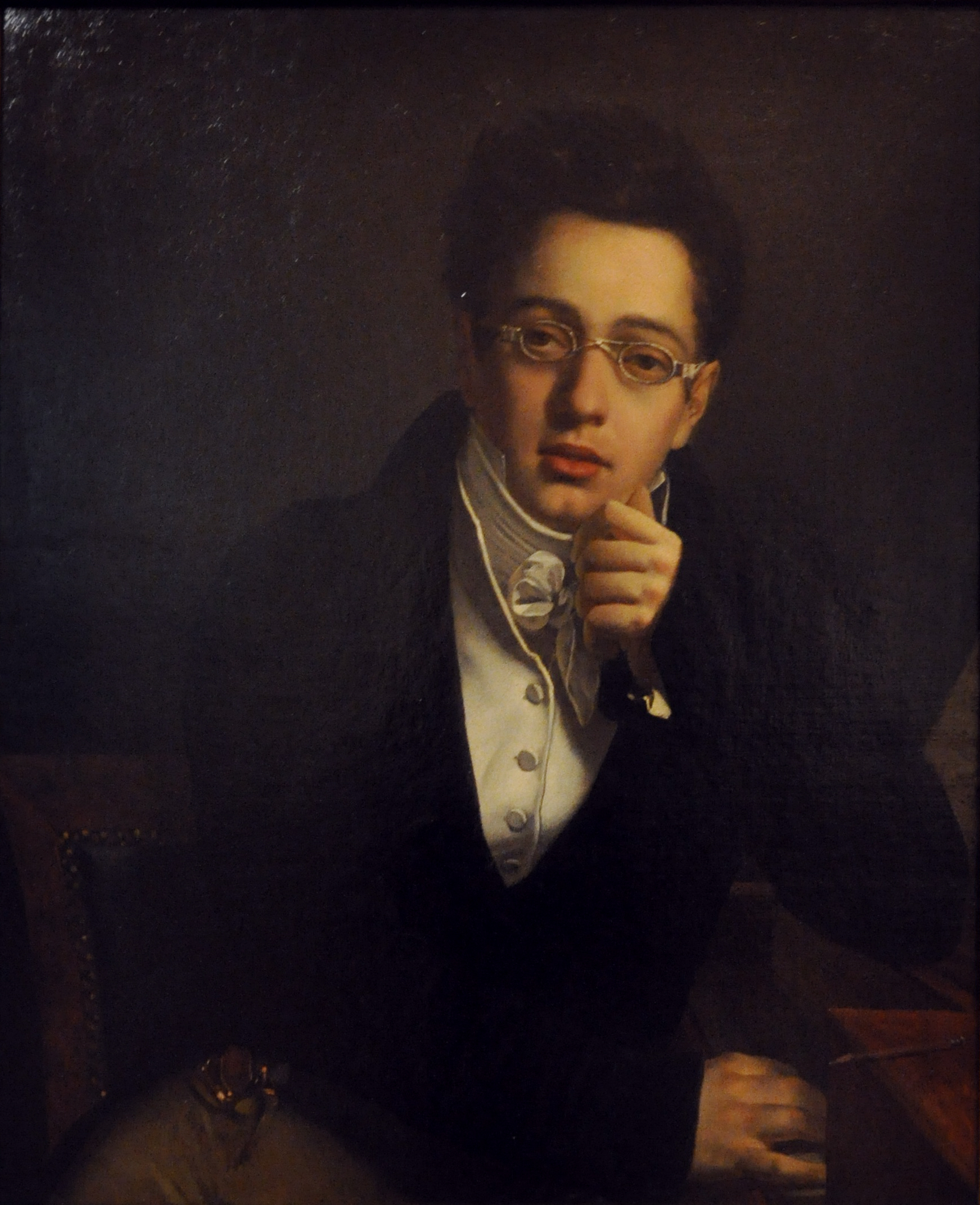
Schubert hacia 1814, retratado por Josef Abel.

La Sinfonía n.º 5 en si bemol mayor, D. 485 fue compuesta por Franz Schubert entre septiembre y octubre de 1816.

## Historia

### Composición
La composición de esta obra se desarrolló entre septiembre y el 3 de octubre de 1816, cuando el compositor tenía 19 años de edad. Esta pieza se incluye en un primer ciclo de composición sinfónica, iniciado en 1813 y que durará hasta 1818 con la Sinfonía n.º 6, no retomada después hasta 1826 con la n.º 9 (la n.º 7 y la n.º 8 están incompletas).
En esta época el joven Schubert vivía en Viena. Su empleo como ayudante de maestro en la escuela de su padre no podía proporcionar mucha satisfacción a alguien con tanto talento y ambición. Sus ya abundantes composiciones seguían siendo prácticamente desconocidas fuera de su círculo más cercano. Sin embargo, cualquier insatisfacción personal que Schubert pudiera haber sentido tuvo al parecer poco efecto en su productividad, ya que en ese año escribió unas 125 canciones y más de 50 obras para coro, orquesta, piano y diversos conjuntos de cámara. Uno de los puntos más brillantes de esta avalancha de música es esta sinfonía.

### Estreno y publicación
El estreno público se celebró en el Theater in der Josefstadt de Viena el 17 de octubre de 1841 (trece años después de la muerte de Schubert) bajo la dirección de Michael Leitermeyer. Una primera interpretación se llevó a cabo en un concierto privado que tuvo lugar en la casa de Otto Hatwig en Schottenhof, Viena en otoño de 1816.
Como las seis sinfonías tempranas escritas antes de la Sinfonía Inacabada de 1822, no fue publicada en vida de Schubert. La primera publicación de esta obra no llegó hasta 1884 como parte de la Alten Gesamtausgabe (Edición Completa Antigua) de todas las sinfonías de Schubert editada por Johannes Brahms por la editorial Breitkopf & Härtel. Solo después de que apareciera en la primera edición de las obras completas de Schubert en 1884 se convirtió en objeto de amplia atención.

## Instrumentación
La partitura está escrita para una orquesta formada por:
- Viento madera: 1 flauta, 2 oboes, 2 fagotes.
- Viento metal: 2 trompas.
- Cuerda: una sección de cuerdas con violines I y II, violas, violonchelos y contrabajos.

La orquestación se reduce con respecto a sus anteriores sinfonías, en consonancia con las tendencias clasicistas de la obra. Así pues, no hay clarinetes, trompetas ni timbales y escribe para una sola flauta en lugar de la pareja habitual.

## Estructura y análisis
La sinfonía consta de cuatro movimientos:
- I. Allegro, en si bemol mayor 4
4
- II. Andante con moto, en mi bemol mayor 6
8
- III. Menuetto. Allegro molto, en sol menor con trío en sol mayor 3
4
- IV. Allegro vivace, en si bemol mayor 2
4

La interpretación de esta obra dura aproximadamente treinta minutos. Se considera como la sinfonía de Schubert de estilo más cercano al Clasicismo. La Sinfonía n.º 5 se aleja del dramatismo de su Sinfonía n.º 4 «Trágica», de apenas unos meses antes, para dar lugar a una obra que brilla por su claridad y soltura al estilo de sus modelos evidentes, las sinfonías de Haydn y, sobre todo, de Mozart. Hay una enorme distancia entre la música instrumental temprana de Schubert y obras posteriores como la Gran sinfonía en do mayor (1825-1828) o el Quinteto para cuerdas en do mayor (1828), terminado pocas semanas antes de su muerte. En muchos aspectos, las piezas instrumentales anteriores a 1820 son el producto de una imaginación que sigue buscando respuestas a las preguntas que se plantea a sí misma. Tal vez porque aborda un conjunto diferente de retos, la Sinfonía n.º 5 representa el mayor acercamiento del compositor a la maestría absoluta en las obras de este periodo. Schubert logró con ella una de sus primeras obras maestras, toda ella atravesada por el estilo mozartiano. A tal extremo que en alguna ocasión se la ha calificado de «homenaje a Mozart» por su claridad, la sencillez de su trazo, su feliz optimismo y su inspiración melódica, esta sí, inequívocamente schubertiana.

### I.Allegro
El primer movimiento, Allegro, está escrito en la tonalidad de si bemol mayor, en compás de 4/4 y sigue la forma sonata. Carece de la introducción lenta utilizada en sinfonías anteriores. Se abre con una sonata-allegro tan encantadora y elegante como cabría esperar. El primer tema va precedido de una pintoresca y elegante introducción de cuatro compases que reaparece de manera prominente en el desarrollo. El tema en sí es una agradable idea que va y viene afectuosamente entre los primeros violines, los violonchelos y los contrabajos. Schubert se permite una de sus modificaciones favoritas de la forma sonata, que es volver a colocar el primer tema en la recapitulación en la subdominante, en lugar de la esperada tónica.
Se inicia con un sencillo tema introducido por unos acordes de las maderas y protagonizado por un hábil juego entre la cuerda y el viento, que desembocará en un enérgico tutti. El segundo tema es introducido por la cuerda. Desde el principio Schubert da cuenta de una gran originalidad en el tratamiento temático y sobre todo en el uso de los instrumentos, de una luminosidad estremecedora.

### II.Andante con moto
El segundo movimiento, Andante con moto, está en mi bemol mayor y en compás de 6/8. Se desarrolla a partir de dos ideas contrastantes (aunque no bruscamente contrastantes) cuyo vaivén da lugar a una especie de rondó. No tiene la profundidad expresiva que el compositor logrará en sus siguientes obras, pero a cambio es un dechado de inspiración, con una melodía principal a cargo de la cuerda que subyuga por su aparente simplicidad y su carácter amable, al estilo de esas escenas pastoriles tan de moda a finales del siglo XVIII, pero sin ceder nunca al sentimentalismo. Es más, la segunda parte se tiñe de una cierta melancolía que será uno de los rasgos distintivos schubertianos.

### III.Menuetto. Allegro molto
El tercer movimiento, Menuetto. Allegro molto, está en sol menor que en el trío pasa a sol mayor y el compás es 3/4. Se trata de un minueto con trío, que parece una evocación de las últimas sinfonías mozartianas, en especial de la Sinfonía n.º 40 en sol menor, y que sorprende por sus acentos recios y tan rudos, mientras que el trío, a cargo de los instrumentos de viento, recrea el aire de una danza pastoral, mucho más optimista y alegre. La sección de trío en modo mayor está marcada por una atractiva elegancia.

### IV.Allegro vivace
El cuarto y último movimiento, Allegro vivace, retoma la tonalidad inicial y el compás es 2/4. El Finale plantea desde el inicio un juego lúcido. El primer tema de carácter pícaro requiere un verdadero toque leggiero por parte de los violines. Es contestado por las maderas antes de que toda la orquesta se lance a un auténtico torbellino de notas e ideas. El segundo tema es pura escritura para cuarteto de cuerdas, un rasgo que ningún aporte de los vientos puede ocultar. Se cierra con una rápida y vibrante conclusión.